# Nitrur d'alumini
El nitrur d'alumini (Al N) és un nitrur sòlid d'alumini. Té una alta conductivitat tèrmica de fins a 321 W/(m·K) i és un aïllant elèctric. La seva fase de wurtzita (w-AlN) té un interval de banda de ~ 6 eV a temperatura ambient i té una aplicació potencial en optoelectrònica que opera a freqüències ultravioletes profundes.
AlN va ser sintetitzat per primera vegada l'any 1862 per F. Briegleb i A. Geuther.
AlN, en estat pur (no dopat) té una conductivitat elèctrica de 10-11 -10-13 Ω−1 ⋅cm−1, pujant a 10−5 –10−6 Ω−1 ⋅cm−1 quan es dopa. L'avaria elèctrica es produeix en un camp d'1,2–1,8 ×105 V/mm (rigidesa dielèctrica).
El material existeix principalment a l'estructura de cristall de wurtzita hexagonal, però també té una fase de zincblenda cúbica metaestable, que es sintetitza principalment en forma de pel·lícules primes. Es preveu que la fase cúbica d'AlN (zb-AlN) pot presentar superconductivitat a altes pressions. A l'estructura cristal·lina de wurtzita AlN, Al i N s'alternen al llarg de l'eix c, i cada enllaç està coordinat tetraèdricament amb quatre àtoms per cèl·lula unitat.
Una de les propietats intrínseques úniques de la wurtzita AlN és la seva polarització espontània. L'origen de la polarització espontània és el fort caràcter iònic dels enllaços químics de la wurtzita AlN a causa de la gran diferència d'electronegativitat entre els àtoms d'alumini i nitrogen. A més, l'estructura de cristall de wurtzita no centrosimètrica dona lloc a una polarització neta al llarg de l'eix c. En comparació amb altres materials de nitrur III, AlN té una polarització espontània més gran a causa de la major no idealitat de la seva estructura cristal·lina (P sp : AlN 0,081 C/m² > InN 0,032 C/m² > GaN 0,029 C/m²). A més, la naturalesa piezoelèctrica d'AlN dona lloc a càrregues de polarització piezoelèctriques internes sota tensió. Aquests efectes de polarització es poden utilitzar per induir una alta densitat de portadors lliures a les interfícies d'heteroestructura de semiconductors de nitrur III, prescindint completament de la necessitat de dopatge intencionat. A causa de la simetria d'inversió trencada al llarg de la direcció polar, la pel·lícula fina d'AlN es pot créixer a les cares polars metàl·liques o polars al nitrogen. El seu volum i propietats superficials depenen significativament d'aquesta elecció. Actualment s'està investigant l'efecte de polarització per a ambdues polaritats.
El nitrur d'alumini cristal·lí de pel·lícula fina cultivada epitaxialment s'utilitza per als sensors d'ones acústiques superficials (SAW) dipositats en oblies de silici a causa de les propietats piezoelèctriques d'AlN. Una aplicació és un filtre RF, molt utilitzat en telèfons mòbils, que s'anomena ressonador acústic de pel·lícula fina (FBAR). Aquest és un dispositiu MEMS que utilitza nitrur d'alumini intercalat entre dues capes metàl·liques.